# Đuro Macut
Đuro Macut (srbsky Ђуро Мацут, nar. 22. listopadu 1963) je srbský lékař, politik a od 16. dubna 2025 premiér Srbska.
Vzděláním je endokrinolog, vystudoval lékařskou fakultu Bělehradské univerzity. Nejprve pracoval jako endokrinolog a později i jako výzkumník a nakonec se stal profesorem lékařství na uvedené fakultě v roce 2013. Byl také hostujícím profesorem na univerzitách v Aténách a ve Skopje. Je jeden ze zakladatelů Vučićova Hnutí pro národ a stát (srbsky Pokret za narod i državu), které vzniklo roku 2025 a není členem Srbské pokrokové strany.
Macut je autorem okolo 140 odborných publikací.